# Médaille de la Croix-Rouge
La Médaille de la Croix-Rouge est une médaille allemande créée le 1er octobre 1898 par Guillaume II. Il en existe trois classes et elle pouvait être décerné à tous ceux qui ont rendu de grands services aux blessés de guerre, ou pour tout autre service rendu auprès de la Croix-Rouge allemande.